# Miskolci Kamarazenei Nyár
A Miskolci Kamarazenei Nyár 2005-ben indított, évente augusztus utolsó hetében megrendezett zenei rendezvénysorozat, amelynek alapító művészeti vezetője Bartos Csaba, a Magyar Állami Operaház csellóművésze. A rendezvény eredetileg Cremona-Miskolc Zenehíd néven indult, és lehetőséget nyújtott a fiatal miskolci művészeknek a fellépésre. A rendezvény megvalósítását helyi vállalkozók és Miskolc városa is támogatta.
2011 óta a koncertsorozat művészeti vezetését és szervezését Flach Antal csembalóművész látja el, aki egységes tematika köré szervezte az egyes rendezvényeket. 2014-ben Egressy Béni, 2015-ben Mosonyi Mihály születésének 200. évfordulója alkalmából a rendezvény középpontjában a magyar nemzeti romantikus zene állt. 2018-ban Aggházy Károly és Végh János halálának centenáriumához, 2019-ben Szénfy Gusztáv születése 200. évfordulójához és Szent-Gály Gyula halálának 100. évfordulójához kapcsolódott a rendezvény, bemutatva életművük kevéssé ismert darabjait.  A kulturális örökség ápolása mellett a hangversenysorozat a 19. századi polgári szalonkultúra felélesztését is szolgálja.
2008-ban a koncerteket az Európa Házban, a Búza téri görögkatolikus templomban és a Szentháromság görögkeleti ortodox templomban tartották, 2009-ben az avasi Deszkatemplomban és az Európa Házban, 2015-ben pedig a megyei könyvtárban, a városháza dísztermében és az Európa Házban. 2017-ben a helyszín a Herman Ottó Múzeum egyik épülete volt, de 2018-tól át kellett költöztetni a Miskolci Akadémiai Bizottság székházába.
A rendezvény alkalmat nyújtott több jótékony célú koncertre is: 2010-ben az árvízkárosultak javára, 2013-ban pedig a Szentháromság ortodox templom felújítására rendeztek gyűjtést.

## A korábbi évek programjai
- 2010. évi program
- 2014. évi program
- 2018. évi program